# Отвидабери (община)
Община Отвидабери (на шведски: Åtvidabergs kommun) е разположена в лен Йостерйотланд, югоизточна Швеция с обща площ 784 km2 и население 11 460 души (към 31 декември 2013). Административен център на община Отвидабери е едноименния град Отвидабери.